# Rione Cozzarello
Il quartiere Cozzarello, più comunemente conosciuto come quartiere della Saccara, è un rione impropriamente chiamato quartiere di Caltanissetta. È inglobato nello storico quartiere di Santa Croce o quartiere della Badia.
Il quartiere è delimitato a nord (la parte più alta e dominante) in direzione della collina di Sant'Anna dalla via Redentore, a sud con le vie Re d'Italia e Vespri Siciliani al cui incrocio fa angolo; infine a ovest con via di San Calogero che la separa dal quartiere di Santa Venera.
Nel cuore del rione vi insiste la chiesa di Sant'Antonio alla Saccara, in un primo tempo dedicata alla Madonna con il nome chiesa di Santa Maria Maggiore. Attiguo alla chiesa, dal 1900 sorge l'edificio del "Boccone del povero" che è collegato alla facciata della stessa chiesa da un passaggio sopraelevato.
Secondo una suddivisione del 2016 effettuata dall'Ufficio tecnico del Comune di Caltanissetta, il rione ha una superficie complessiva di  48 406 m² con 2052 residenti al 2010.

## Storia
Lo storico studioso nisseno Francesco Pulci lo indica come il quartiere delle donne che portavano acqua. Invece, secondo l'architetto Giuseppe Saggio si può supporre l'origine del nome dalla lingua araba: Suq herat (quartiere del mercato) oppure Sak hrac (zona rocciosa); inoltre, fino al Seicento era noto anche come rione di Santa Sofia, per la presenza di una omonima chiesa (verosimilmente bizantina) oggi scomparsa. Chiesa che lo studioso Saggio ha individuato da elementi architettonici e documentali nella via Greci.

## Monumenti
- Chiesa di Sant'Antonio alla Saccara
- Chiesa di Santa Sofia (scomparsa)
- Palazzo Tumminelli-Paternò

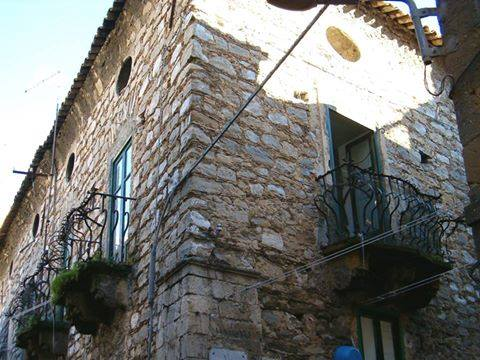
Il palazzo Tumminelli-Paternò
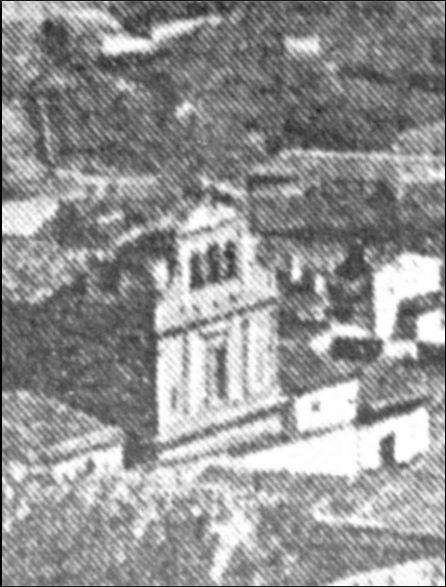
Chiesa della Saccara nell'Ottocento
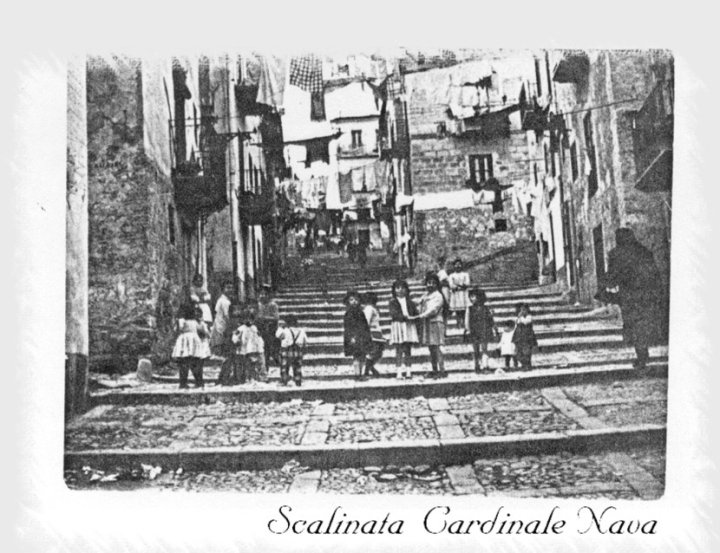
La scalinata Cardinale Nava
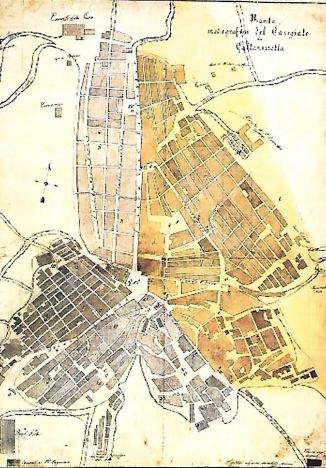
Antica mappa borbonica di Caltanissetta dei primi anni del XIX secolo
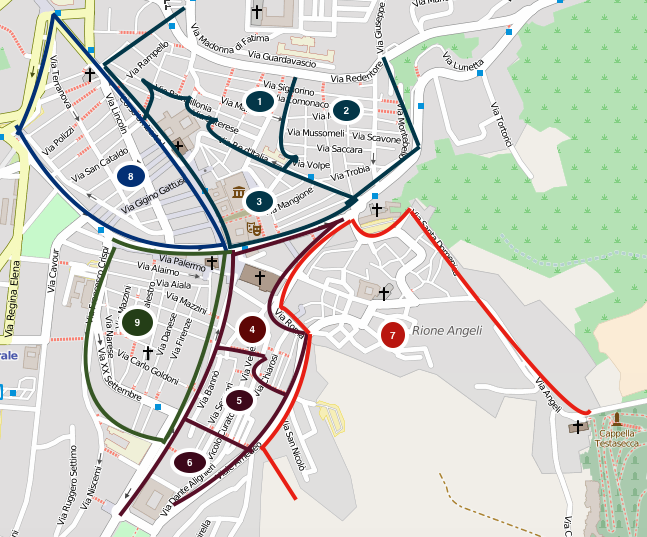
Quartieri e rioni nel centro storico di Caltanissetta